# Фріновський Михайло Петрович
Фрино́вський Миха́йло Петро́вич (26 січня [7 лютого] 1898 — 4 лютого 1940) — діяч радянських органів держбезпеки, командарм першого рангу (1938), член ЦВК СРСР 7-го скликання, депутат Верховної Ради СРСР 1-го скликання. Один з безпосередніх організаторів «Великого терору».

## Біографія

### Дитинство та юність
За офіційною біографією, Михайло Фріновський народився на початку 1898 року в місті (нині село) Наровчат Пензенської губернії. За даними архівів — 25 січня 1900 року. Один із восьми дітей у сім'ї викладача російської мови Петра Фриновського. Мати — Ольга Семенівна Желєзникова, дворянка. До Першої світової війни вчився в духовному училищі.
У січні 1916 року вступив до кавалерії, служив у чині унтер-офіцера. У січні-серпні 1916 року дезертирував. Був пов'язаний з анархістами, брав участь у вбивстві генерал-майора М. А. Бема.
З березня 1917 року Фріновський працював рахівником-бухгалтером військового госпіталю. Учасник липневого повстання 1917 року в Москві. У вересні того ж року вступив у Червону гвардію в Хамовниках (Москва), командував групою червоногвардійців, брав участь у штурмі Кремля, був важко поранений. Аж до лютого 1918 року — на лікуванні в Лефортовському госпіталі.

### Революція та кар'єра в органах держбезпеки
У березні-липні 1918 року працював помічником доглядача Ходинської лікарні. Вступив у РКП(б), працював у партійному осередку та місцевкомі Ходинському лікарні. У липні 1918 року записався в Червону армію, служив командиром ескадрону, начальником Особливого відділу 1-ї Кінної армії.
1919 року після важкого поранення переведений на профспілкову роботу, а потім в органи ВЧК. У другій половині 1919 року служив помічником начальника активної частини Особливого відділу Московської ЧК. Брав участь у найважливіших операціях ЧК — розгромі анархістів, ліквідації анархістських та повстанських загонів в Україні тощо.
З грудня 1919-го по квітень 1920 року служив в особливому відділі Південного фронту. 1920 року був начальником активної частини особливого відділу Південно-Західного фронту, заступником начальника Особливого відділу 1-ї Кінної армії. У 1921—1922 роках — заступник начальника Особливого відділу, заступник начальника оперативного загону Всеукраїнської ЧК.
Протягом 1922—1923 років Фріновський — начальник загальноадміністративної частини та секретар Київського відділу ДПУ (з 23 червня 1923 року — начальник повпредства ОДПУ по Південному Сходу).
У листопаді 1923 року його переводять на Північний Кавказ на посаду начальника Особливого відділу Північно-Кавказького військового округу. З березня 1924 року Фріновський — перший заступник повпреда ОДПУ по Північному Кавказу. У 1925 року — начальник прикордонної охорони Чорноморського узбережжя Північно-Кавказького краю, з січня 1926 року — перший заступник повпреда та начальник військ ОДПУ.
8 липня 1927 року був переведений до Москви на посаду помічника начальника Особливого відділу військового округу. У 1927 року він закінчив курси вищого командного складу при Військовій академії РСЧА імені Фрунзе. З 28 листопада 1928-го по 1 вересня 1930 року був командиром та комісаром дивізії особливого призначення імені Ф. Е. Дзержинського при колегії ОДПУ СРСР.
1 вересня 1930 року Фріновський отримує підвищення та призначається на посаду голови ДПУ Азербайджану. Був одним з організаторів розкуркулення в Азербайджані. 8 квітня 1933 року став начальником Головного керування прикордонної охорони ОДПУ СРСР, де керував операцією НКВС по придушенню повстання в Сіньцзяні. 10 липня 1934 року був призначений начальником Головного керування прикордонної та внутрішньої охорони НКВД СРСР.

### Великий терор
Після падіння Г. Г. Ягоди та призначення главою НКВС Єжова Миколи Івановича Фріновського призначили заступником наркома внутрішніх справ СРСР (16 жовтня 1936 року), а потім — першим заступником наркома внутрішніх справ СРСР (15 квітня 1937 року).
З 15 квітня 1937-го по 9 червня 1938 року Фріновський очолює Головне управління державної безпеки, а з 28 березня 1938 року — Управління державної безпеки НКВС СРСР. З 1937 року — депутат Верховної Ради СРСР. Один із найближчих співробітників Єжова та головних організаторів Великого терору. Один із головних організаторів репресій в РККА, брав безпосередню участь в організації Московських процесів.

### Падіння та загибель
8 вересня 1938 року був призначений наркомом Військово-морського флоту СРСР.
6 квітня 1939 року знятий з усіх посад та заарештований за звинуваченням в «організації троцькістсько-фашистської змови в НКВС» (у чому зізнався). Утримувався в Сухановській особливій в'язниці. 4 лютого 1940 року Військовою колегією Верховного Суду СРСР засуджений до смертної кари. Тіло кремоване в Донському монастирі.
Реабілітований не був.
12 квітня 1939 року арештована і 3 лютого 1940 року розстріляна його дружина — Ніна Степанівна Фріновська за звинуваченням у приховуванні злочинної контрреволюційної діяльності ворогів народу. Реабілітована.
12 квітня 1939 року заарештований і 22 січня 1940 року розстріляний його син — 17-річний учень 10-го класу Олег Михайлович Фріновський за звинуваченням в участі в контрреволюційній молодіжній групі. Реабілітований.

## Нагороди
- Орден Леніна (14.02.1936)
- три ордена Червоного Прапора (1924, 20.12.1932, 3.02.1935)
- Орден Червоної Зірки (22.07.1937)
- медаль «ХХ років РСЧА» (22.02.1938)
- Орден Червоного Прапора Монгольської Народної Республіки (25.10.1937)
- Орден Трудового Червоного Прапора Азербайджанської РСР (4.03.1931)
- Орден Трудового Червоного Прапора ЗРФСР (7.03.1932)
- Нагрудний знак "Почесний працівник ВЧК-ОГПУ (V) " (1925)
- Нагрудний знак "Почесний працівник ВЧК-ОГПУ (XV) " (26.05.1933)

Указом Президії Верховної Ради СРСР від 24 січня 1941 року позбавлений державних нагород та військового звання.

## Сім'я
- Брат — Фріновський Георгій Петрович (1908-1942), з січня 1937 року виконував посаду начальника штабу, з 7 жовтня 1937 командир 225 конвойного полку; керував конвоюванням ув'язнених Соловецького табору особливого призначення до місць розстрілу, майора держбезпеки[4].

- Дружина — Фріновська Ніна Степанівна (1903, Рязань - 3 лютого 1940) - російська, безпартійна, освіта вища, аспірантка Інституту історії Академії наук СРСР. Заарештовано 12 квітня 1939 року. 2 лютого 1940 року за звинуваченням у «приховуванні злочинної контрреволюційної діяльності ворогів народу» (тобто власних чоловіка та сина) Військовою колегією Верховного суду СРСР засуджено до страти. Розстріляно 3 лютого 1940 року. Реабілітована Пленумом Верховного Суду СРСР 12 січня 1966 року[5].

- Син — Фріновський Олег Михайлович (1922, Харків - 21 січня 1940, Москва), член ВЛКСМ, освіта незакінчена середня, учень 10-го класу 2-ї московської спеціальної артилерійської школи. Заарештовано 12 квітня 1939 року. 21 січня 1940 року за звинуваченням у участі в «контрреволюційній молодіжній групі» засуджений Військовою колегією Верховного суду СРСР до страти. Розстріляний того ж дня. Реабілітований Пленумом Верховного Суду СРСР 12 січня 1966 року[6].

У Москві Фріновський займав 9-кімнатну квартиру (Кропоткінська вулиця, будинок 31, кв. 77), у яку після його арешту вселилася родина високопоставленого співробітника НКВС Веніаміна Гульста.